# L'Astronome (Vermeer)
Pour les articles homonymes, voir L'Astronome.
L'Astronome (De astronoom), ou L'Astrologue, est un tableau de Johannes Vermeer (huile sur toile, 51 × 45 cm), peint vers 1668 et conservé au musée du Louvre. 

## Date, signature, encadrement

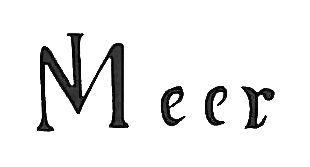
Signature de Vermeer.

Le tableau est un des quatre seuls de Vermeer, avec L'Entremetteuse (1656) et Le Géographe (1669), à comporter une date — en excluant le très controversé Sainte Praxède (1655). On peut en effet lire, peint sur l'armoire, « MDCLXVIII », soit 1668. La date, au-dessus de laquelle le tableau présente également la signature du peintre, après avoir été mise en doute, — notamment en raison du dessin irrégulier des lettres et de l'existence d'une gravure reproduisant très exactement le tableau, effectuée en 1674, mais ne comportant aucune mention à cet endroit —, a finalement été authentifiée en 1997 par des analyses scientifiques.
Le cadre dans lequel il est présenté au musée du Louvre, aux larges bords plaqués de bois roux et entourés de  baguettes noires, est d'origine hollandaise, et contemporain de Vermeer.

## Description

### L'astronome

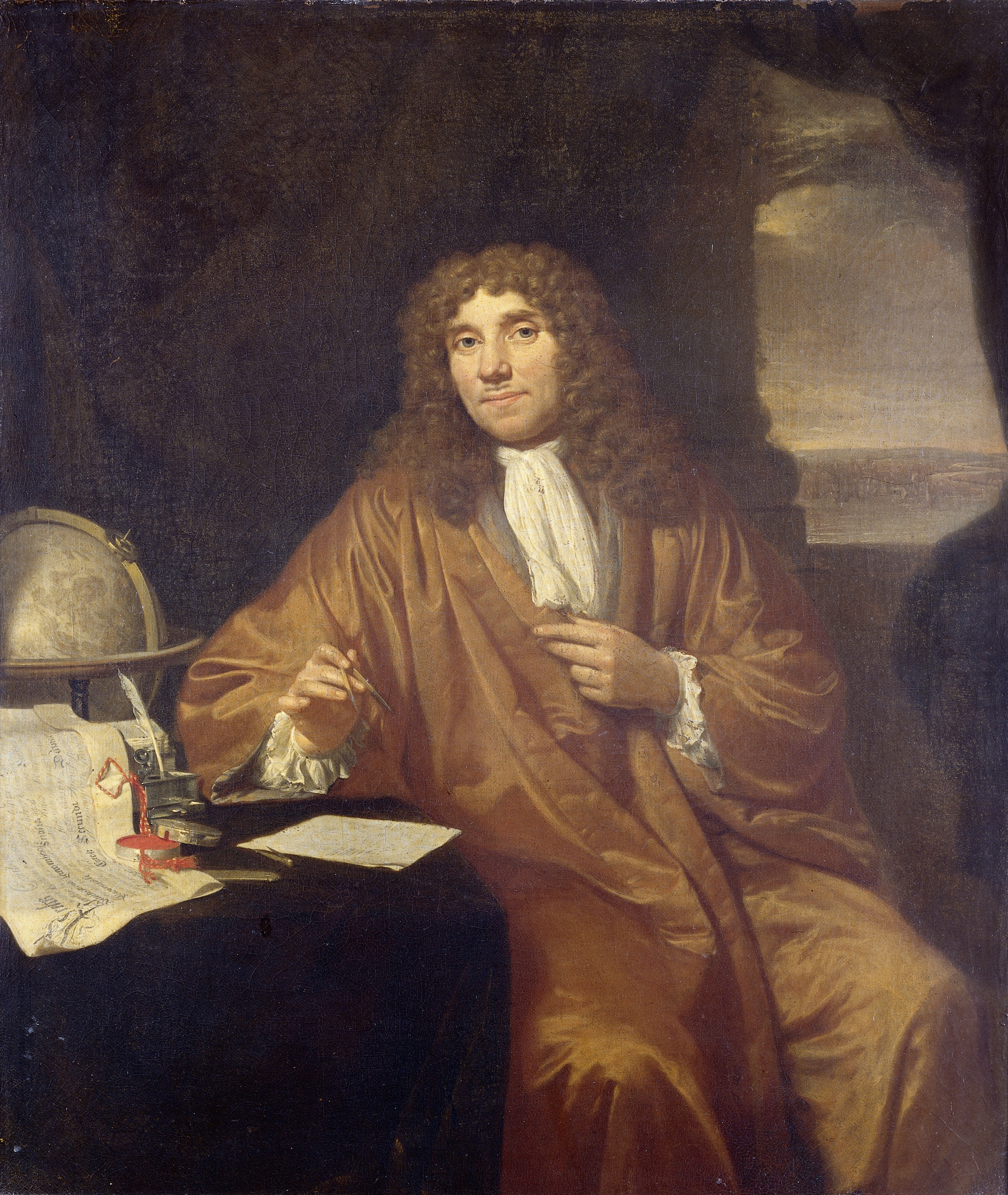
Jan Verkolje, Antoni van Leeuwenhoek, Rijksmuseum, Amsterdam

Dans l'encoignure d'une pièce percée d'une fenêtre double (celle de gauche étant coupée par le cadre du tableau), et qui figure le cabinet de travail d'un astronome, un homme aux cheveux longs attachés derrière les oreilles, en ample robe de chambre bleue de soie dite « japonaise », se détourne un instant du livre ouvert devant lui et se lève de sa chaise pour consulter un globe céleste, qu'il fait tourner du bout des doigts en tendant vers lui sa main droite ouverte. Sa main gauche reste appuyée sur le rebord de la table, recouverte d'une lourde draperie bleue aux motifs jaunes, rouges et verts, essentiellement végétaux.
Le point de fuite du tableau, situé légèrement au-dessus de la main gauche de l'astronome, quasiment au centre géométrique de la toile, concentre le regard du spectateur sur le geste suspendu.
L'Astronome et Le Géographe sont les deux seuls tableaux de Vermeer parvenus jusqu'à nous qui prennent comme sujet un homme seul. Outre l'hypothèse fragile d'un autoportrait, le modèle a pu être identifié comme étant le drapier et naturaliste delftois Antoni van Leeuwenhoek, un ami du peintre, qui acquit le titre de « géomètre » en 1669, l'année de la réalisation de la toile, et qui fut nommé, à la suite du décès — et de la faillite — de Vermeer en 1675, administrateur des biens de sa famille. Cependant, cette identification a été mise en doute, en raison du rapprochement avec un portrait avéré du savant peint par Jan Verkolje, daté de 1686 et actuellement conservé au Rijksmuseum, avec lequel l'astronome de Vermeer entretient des dissemblances physiques que l'écart d'âge seul ne peut expliquer.

### Les objets identifiables

#### Les objets rappelant la science

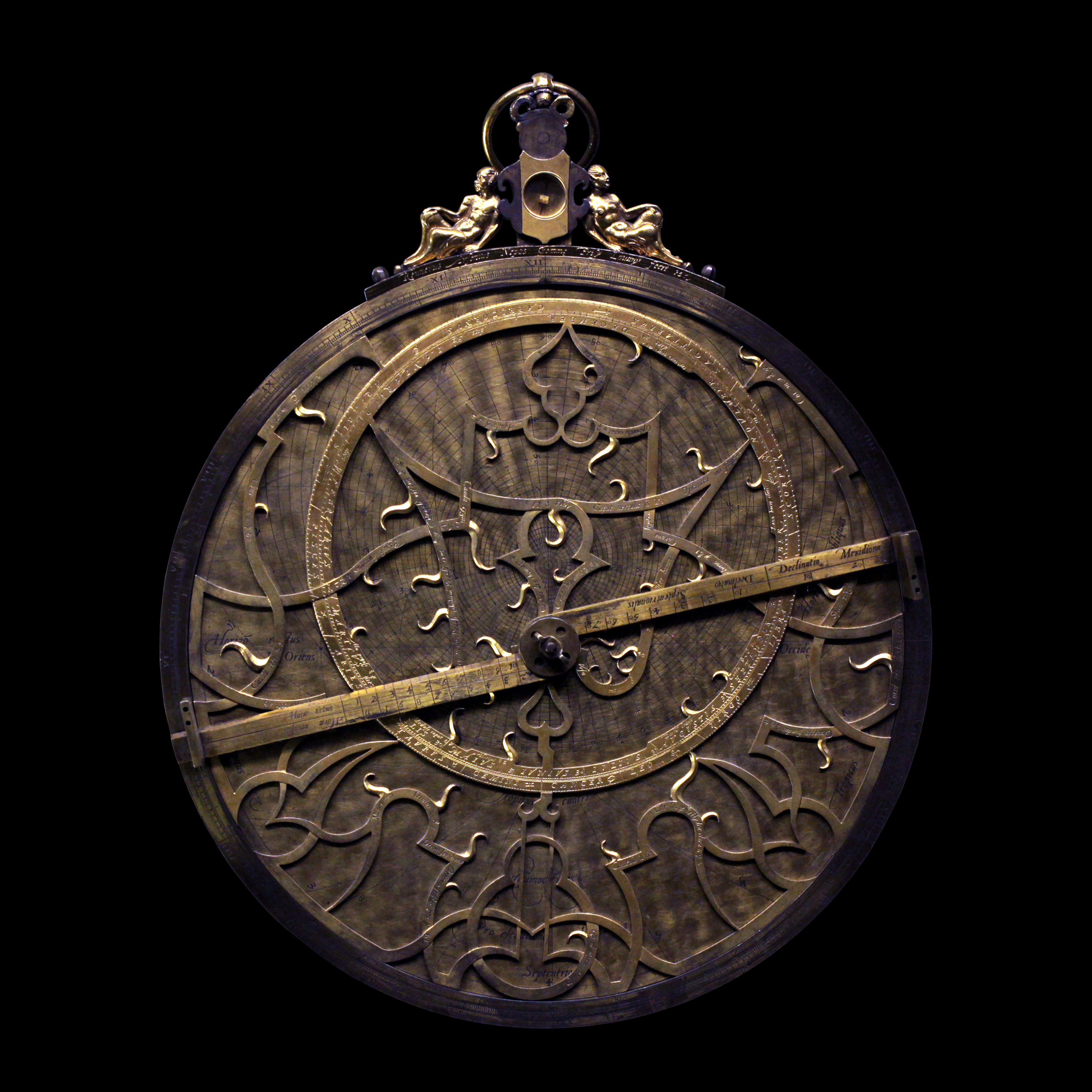
Astrolabe de Gualterus Arsenius, 1569, musée des arts et métiers, Paris

L'astronome est entouré d'attributs de sa profession. Le globe céleste vers lequel il tend la main a été identifié comme celui réalisé par Jodocus Hondius en 1600 : il était alors vendu avec son équivalent terrestre — qui figure dans Le Géographe et L'Allégorie de la foi — à une époque où astronomie et géographie, exploration des cieux et découverte du monde, étaient intimement liés. Les constellations, peintes selon les motifs mythologiques, sont nettement visibles : on reconnaît la Grande Ourse dans la partie supérieure gauche, le Dragon et Hercule au milieu, et à droite, la Lyre.
Juste devant la main gauche de l'astronome, en partie caché par la draperie qui recouvre la table, se trouve un compas, instrument de mesure de l'astronome et du géographe – que tient d'ailleurs à la main Le Géographe de Vermeer. Entre ce compas et le globe, également en partie recouvert par la draperie, un astrolabe réfléchit de manière éblouissante la lumière. Ce dernier a été identifié comme celui de Willem Jansz. Blaeu, l'auteur de la carte qui apparaît, coupée par le bord gauche du cadre, dans le Géographe. Cet instrument était alors essentiel pour déterminer la position des astres, l'heure solaire et la longitude.
Un autre astrolabe est dessiné sur la page de gauche du livre ouvert devant l'astronome, sur la table. Il s'agit de l'Institutiones Astronomicae Geographicae d'Adriaen Metius, dans sa seconde édition de 1661, ouvert au chapitre III. Dans cette section, il est recommandé aux savants, non seulement de s'aider d'instruments scientifiques pour leurs calculs, mais aussi de rechercher « l'inspiration divine ». D'autres livres, symboles de connaissance, sont présents, sur la table ainsi qu'au-dessus de l'armoire, appuyés contre le mur à gauche.
Sur l'armoire est accroché un cadre comportant trois cercles, un grand au centre, et deux autres plus petits dans les angles supérieurs, avec des sortes d'aiguilles partant de leurs centres respectifs. Il a été proposé d'y voir une manière de projection stéréoscopique, ou encore un planisphère astronomique réglable, en fonction de la date et de l'heure, selon deux disques rotatifs pivotant autour d'un axe commun.

#### Le tableau dans le tableau

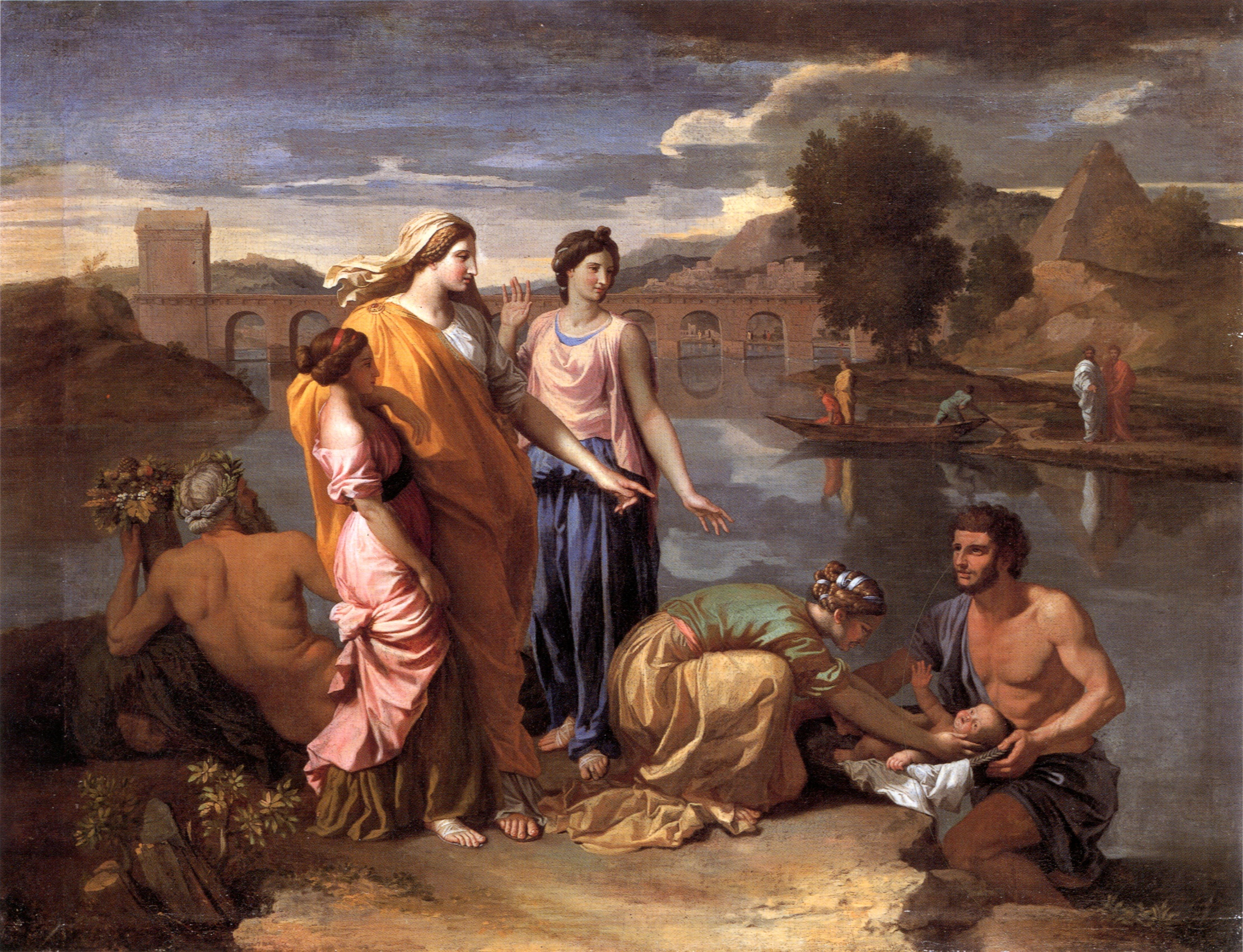
Nicolas Poussin, Moïse sauvé des eaux, 1638. Musée du Louvre, Paris.

Le tableau qui apparaît dans la partie supérieure droite de la toile, et qui est en partie coupé par le cadre, prend comme sujet Moïse sauvé des eaux. Il illustre le passage du Livre de l'Exode de la Bible dans lequel la fille de Pharaon recueille Moïse confié au Nil par sa mère.

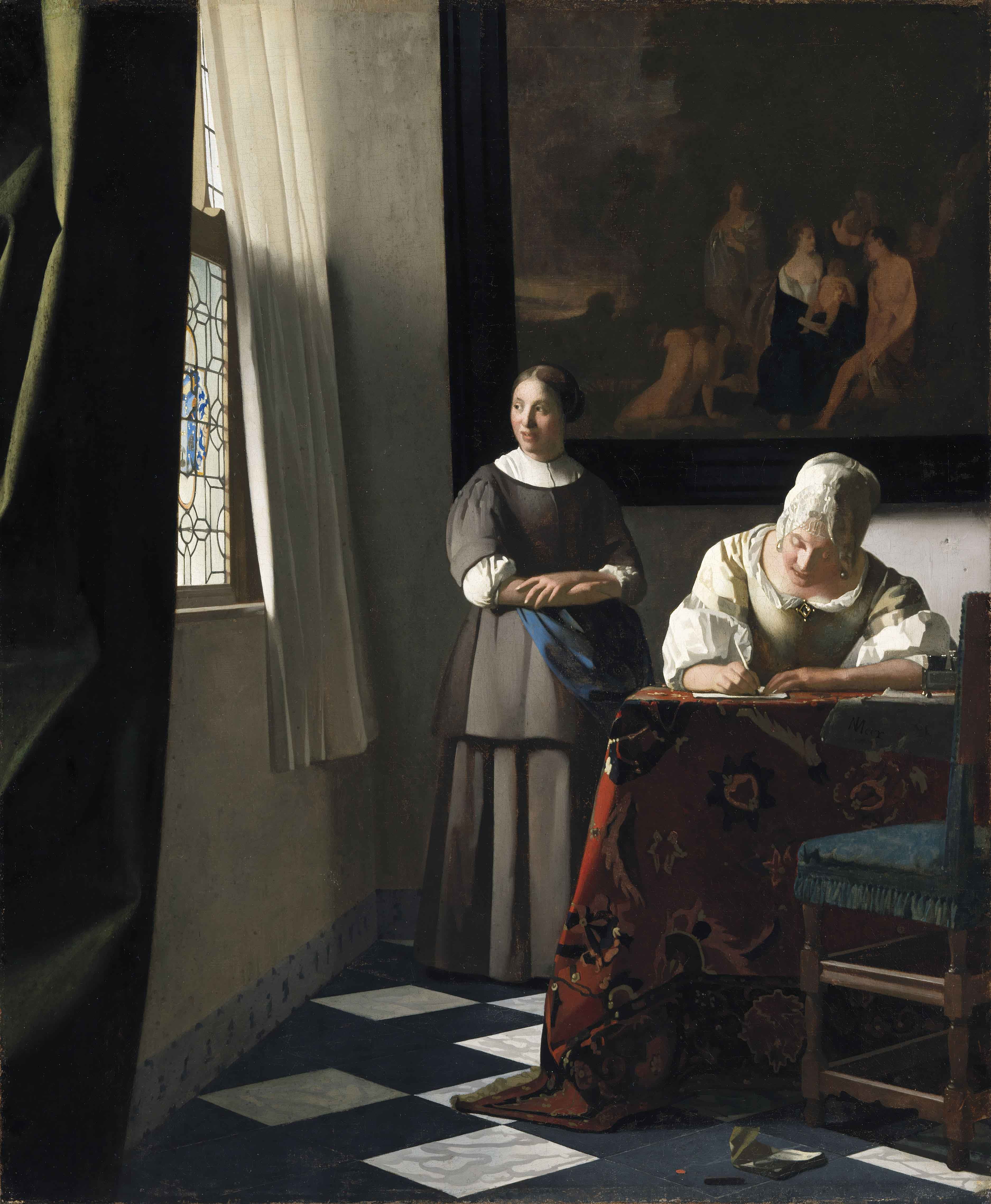
Femme écrivant une lettre et sa servante, 1671. National Gallery of Ireland, Dublin.

Le même tableau apparaît dans une autre œuvre de Vermeer, La Jeune femme écrivant une lettre et sa servante (1671), mais dans un format manifestement beaucoup plus grand, et selon un cadrage différent, puisque le paysage occupe une surface beaucoup plus importante de la partie supérieure de la toile, et que le groupe de personnages s'est éloigné du bord du cadre — comme si le Moïse de L'Astronome n'était d'une citation tronquée et réduite de celui de La Jeune femme écrivant, le tableau-dans-le-tableau se soumettant aux nécessités de la composition. 
Plusieurs sources ont été proposées, sans qu'aucune soit totalement satisfaisante. Certains veulent y voir le Moïse sauvé des eaux de Jacob Van Loo, d'autres celui de Christiaen van Couwenbergh, d'autres encore un tableau de jeunesse de Peter Lely. Cette incertitude a même permis d'avancer qu'il pouvait s'agir d'une œuvre de Vermeer lui-même, peut-être celle que possédait le boulanger Hendrick van Buyten, et que put voir l'aristocrate français Balthasar de Monconys en 1663 — en dépit du fait qu'aucun autre tableau du peintre n'atteste cette éventuelle pratique de l'auto-citation.
Toujours est-il que la présence du tableau-dans-le-tableau « apporte une connotation religieuse et spirituelle » indéniable à l'œuvre, qui devient moins une scène de genre purement descriptive qu'un sujet de méditation proche de l’allégorie, mais dont le sens exact reste sujet à caution. Certains y voient une confirmation de la profession du personnage du tableau, en lien avec le livre d'Adriaen Metius ouvert devant lui, et qui fait de Moïse le premier des astronomes, « instruit dans toute la sagesse des Égyptiens », selon les Actes des Apôtres — ce qui concorde cependant assez mal avec le choix d'un tableau représentant la naissance du prophète biblique. D'autres penchent pour une interprétation plus métaphysique : dans la mesure où Moïse préfigure le Christ, en montrant aux hommes l'action de la Providence dans l'Histoire, le tableau pourrait signifier que l'astronome, tendant la main vers le globe céleste, est en quête d'une voie spirituelle. D'autres encore y voient davantage une référence à l'astrologie qu'à l'astronomie, soit positive, pour imaginer que le savant est en train de tirer l'horoscope d'un enfant à venir, ce qui justifierait le fait que le tableau représente un épisode de la naissance de Moïse, ainsi que la présence du globe céleste sur lequel sont représentés les constellations − non zodiacales cependant —, soit de façon négative, pour condamner des pratiques divinatoires, puisque Moïse avait expressément interdit le culte des astres au peuple d'Israël.
Plus que de fixer définitivement la signification de la scène principale, le tableau-dans-le-tableau rappelle donc les « capacités "polysémiques" de la représentation de la peinture », en affirmant le caractère fondamentalement ouvert à l'interprétation de celle-ci.

## Histoire de l'œuvre

### De la vente en paire avecLe Géographeà la séparation des deux toiles

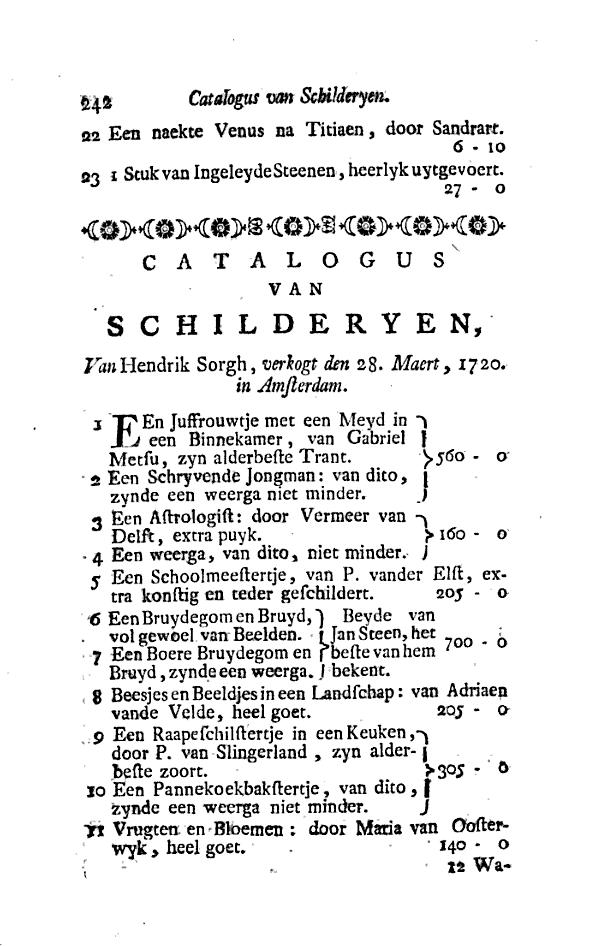
Extrait du catalogue de la vente Henrick Sorgh du 28 mars 1720 à Amsterdam. L'Astronome et Le Géographe apparaissent sous les n°3 et 4

On ne connaît pas actuellement avec certitude le commanditaire, ni le premier propriétaire de L'Astronome et du Géographe ; peut-être s'agit-il d'Adriaen Paets. Les deux toiles apparaissent ensemble dans le catalogue d'une vente tenue à Rotterdam le 27 avril 1713, sous les numéros 10 et 11 : « Un tableau représentant un savant mathématicien par vender Meer ; une réplique du même ». Elles seront d'ailleurs, jusqu'en 1778, systématiquement décrites et vendues ensemble, en paire, le sujet principal pouvant encore être considéré comme un « astrologue » (ventes Henrick Sorgh à Amsterdam le 28 mars 1720 et Govert Looten à Amsterdam le 31 mars 1729), ou un « philosophe » (vente Jacob Crammer Simmonsz. à Amsterdam le 25 novembre 1778). Dans sa Galerie des peintres flamands, hollandais et allemands de 1792-96, Jean-Baptiste-Pierre Le Brun les mentionne, avec une gravure reproduisant L'Astronome en miroir inversé, signée et datée « Garreau Scul. en 1784 », comme faisant partie de la collection de Jean Étienne Fisseau, en Hollande. Le marchand Alexandre Joseph Paillet ramène les deux toiles, représentant selon lui un « astronome », à Paris en 1785, dans l'intention — non suivie d'effet — de les vendre au roi Louis XVI.
Les deux toiles ont des acquéreurs différents à partir de la vente Danser Nyman à Amsterdam, le 16 août 1797 : Le Géographe est acheté par Joszi, et L'Astronome par Jan Gildmeester Jansz. Lors de la succession de ce dernier, L'Astronome, décrit comme « un philosophe dans son intérieur », est cédé aux enchères le 11 juin 1800 à Amsterdam. La toile passe, au cours du XIXe siècle, par la Hollande, l'Angleterre (dans le premier catalogue systématique des œuvres de Vermeer, Théophile Thoré-Bürger en mentionne la présence à Londres lors d'une vente chez Christie en 1863), puis en France, à Paris, lors de la vente Léopold Double du 30 mai 1881. Elle entre enfin dans la collection du baron Alphonse de Rothschild (où Henry Havard la situe en 1888), puis, à la mort de celui-ci en 1905, de son fils Édouard.

### Spoliation nazie, restitution après la guerre, et entrée au musée du Louvre
Après l'invasion de la France par l'armée allemande en 1940, les nazis — via l'Einsatzstab Reichsleiter Rosenberg (« Équipe d'intervention du Reichsleiter [Alfred] Rosenberg ») pillent de façon systématique les biens juifs. La collection d'œuvres d'art d'Édouard de Rothschild est tout particulièrement visée, et celui-ci se voit spolié en novembre 1940 des  5 003 pièces qui la composaient, répertoriées avec un soin quasi obsessionnel par les services de Rosenberg. Parmi de nombreux chefs-d'œuvre se trouvait L'Astronome, que convoitait Hitler bien avant le début de la guerre, et qui retrouve alors marqué au dos d'une petite croix gammée à l'encre noire. Juste après la saisie, Rosenberg envoie un message triomphant aux services d'Hitler pour annoncer la nouvelle « qui, je le crois, lui causera une joie immense ».
Les œuvres saisies sont d'abord réunies et exposées au musée du Jeu de Paume, dans les jardins des Tuileries à Paris, avant d'être réparties entre Hitler et Hermann Göring. Le 3 février 1941, L'Astronome part donc en train vers l'Allemagne dans une caisse frappée « H13 » (« H » comme Hitler, les caisses destinées à Göring étant frappée d'un « G »). Hitler destinait en effet le tableau de Vermeer, avec L'Art de la peinture acheté en Autriche, à un musée qu'il projetait de construire à Linz — car il était convaincu que L'Astronome, tout comme Le Géographe, conservé dans un musée allemand, à Francfort-sur-le-Main, célébraient les prémices du génie scientifique germanique. 
Après avoir été envoyées à Neuschwanstein, dans le château de Louis II de Bavière, les quelque 8 000 œuvres spoliées sont transférées vers une région plus sûre échappant aux bombardements alliés, dans une mine de sel de la montagne Altaussee, près de Salzbourg en Autriche, où elles restent jusqu'à la fin de la guerre. Elles sont découvertes, et L'Astronome parmi elles encore dans sa caisse d'emballage « H13 », en mai 1945 par les « Monuments Men », un groupe d'expert en art constitué par les Alliés. 
L'Astronome est restitué à son propriétaire, Édouard de Rothschild, en 1945. Il est cédé par la famille de ce dernier en dation – en règlement de droits de succession – à l'État français, et rejoint en 1983 au musée du Louvre La Dentellière, seul autre Vermeer des collections nationales françaises.

### Réunion des deux toiles lors d'expositions temporaires
L'Astronome et Le Géographe ont été réunis lors d'une exposition, d'abord au musée du Louvre à Paris, du 22 janvier au 16 mars 1997, puis au Städelmuseum de Francfort-sur-le-Main, du 15 mai au 13 juillet 1997. Les deux tableaux étaient de nouveau présentés lors de l'exposition qui s'est tenue au musée du Louvre du 22 février au 22 mai 2017.

### Catalogues d'exposition
- 1966 : Dans la lumière de Vermeer, Paris, musée de l'Orangerie, 24 septembre - 28 novembre 1966.